# Galium baeticum
Galium baeticum är en måreväxtart som först beskrevs av Georges Rouy, och fick sitt nu gällande namn av Friedrich Ehrendorfer och Franz Xaver Krendl. Galium baeticum ingår i släktet måror, och familjen måreväxter. Inga underarter finns listade i Catalogue of Life.